# Mataiea
Mataiea est l'une des plus petites communes de Tahiti, commune associée de Teva I Uta. Son nom correct est Mata-i-te-‘e’a. Elle accueille l'église de Saint Jean-Baptiste, bénie le 1er novembre 1858, lors des missions d'évangélisation. 

## Histoire

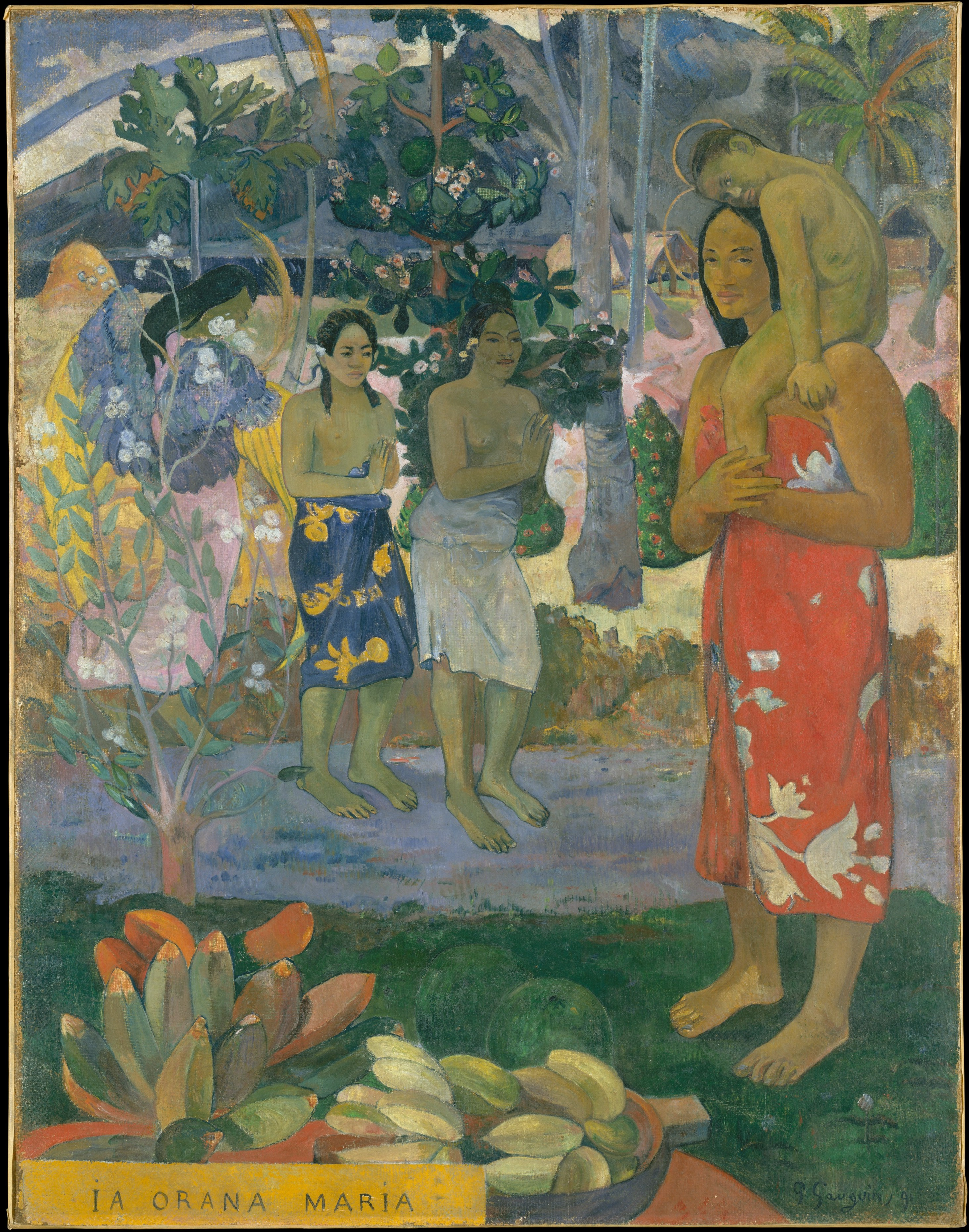
Ia Orana Maria (Je vous salue Marie), 1891
Metropolitan Museum of Art, New York

Le peintre Paul Gauguin en arrivant à Tahiti en 1891, veut se faire ethnologue et essayer de comprendre les principes d'une civilisation qui a été encore préservée des habitudes occidentales. Ce n'est pas à Papeete, caricature de l'Europe, qu'il peut trouver l'innocence perdue, mais dans le village de Mataiea qui répond mieux à ses images longtemps rêvées. Il peut aussi donner libre cours à sa sensualité dans sa rencontre avec Tehura, belle jeune fille de seulement treize ans, qu'il emmène dans sa case.